# Салиха (річка)
Салиха (Руда) — річка в Україні, у Таращанському й Рокитнянському районі Київської області. Права притока Росі (басейн Дніпра).

## Опис
Довжина річки приблизно 9,2 км.

## Розташування
Бере початок у селі Салиха. Тече переважно на північний захід через Синяву і впадає у річку Рось, праву притоку Дніпра. 
Річку перетинає автошлях Т 1017.